# Cotechino di Modena

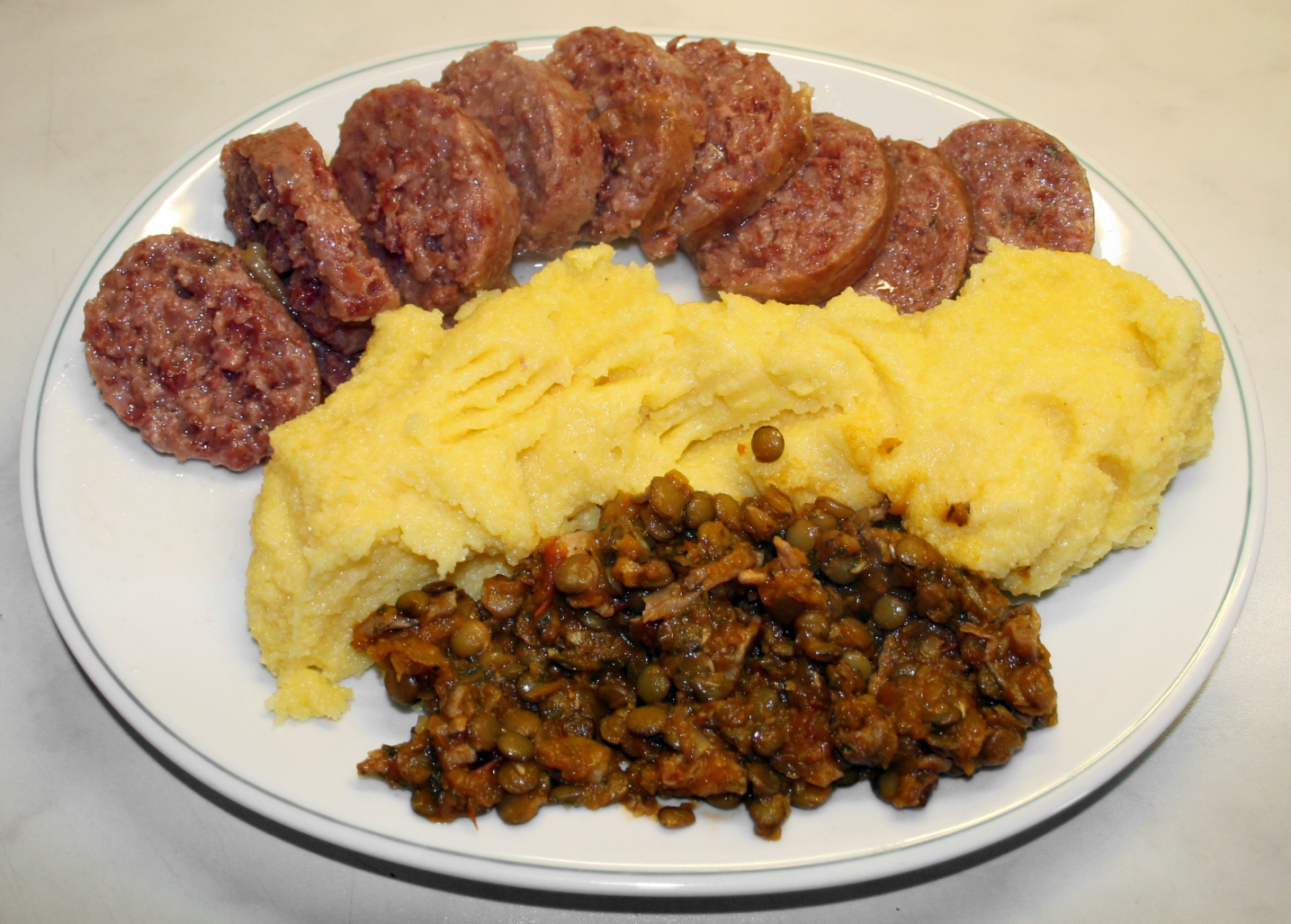
Cotechino con polenta y lentejas.

El cotechino di Modena es un salume (fiambre italiano) con Indicación Geográfica Protegida (IGP) originario de Módena (Italia).

## Denominación de origen
Desde 1999, el Cotechino Modena es una IGP dentro de la Unión Europea. A nivel internacional, cuenta con registro como denominación de origen, conforme al Sistema de Lisboa, ante la Organización Mundial de la Propiedad Intelectual, desde el 5 de mayo de 2014.